# Estigmene ochreomarginata
Estigmene ochreomarginata är en fjärilsart som beskrevs av Bethune-Baker 1909. Estigmene ochreomarginata ingår i släktet Estigmene och familjen björnspinnare. Inga underarter finns listade i Catalogue of Life.

## Bildgalleri

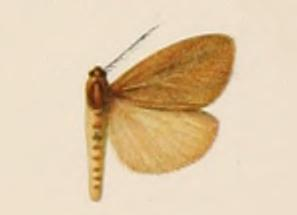